# Impatiens longepetiolata
Impatiens longepetiolata är en balsaminväxtart som beskrevs av Ridley. Impatiens longepetiolata ingår i släktet balsaminer, och familjen balsaminväxter. Inga underarter finns listade i Catalogue of Life.